# Нелсон (округ, Північна Дакота)
Шаблон:StateAbbr_ 47°55′ пн. ш. 98°11′ зх. д. / 47.92° пн. ш. 98.19° зх. д.
Округ Нелсон (англ. Nelson County) — округ (графство) у штаті Північна Дакота, США. Ідентифікатор округу 38063.

## Історія
Округ утворений 1883 року.

## Демографія
За даними перепису
2000 року
загальне населення округу становило 3715 осіб, усе сільське.
Серед мешканців округу чоловіків було 1818, а жінок — 1897. В окрузі було 1628 домогосподарств, 1005 родин, які мешкали в 2014 будинках.
Середній розмір родини становив 2,84.
Віковий розподіл населення поданий у таблиці:
| Стать    | До 15 років | 15-21 | 22-29 | 30-39 | 40-49 | 50-65 | 65-85 | Понад 85 |
| -------- | ----------- | ----- | ----- | ----- | ----- | ----- | ----- | -------- |
| Чоловіки | 306         | 155   | 90    | 195   | 278   | 362   | 375   | 57       |
| Жінки    | 302         | 142   | 76    | 183   | 270   | 337   | 468   | 119      |

## Суміжні округи
- Волш — північний схід
- Гранд-Форкс — схід
- Стіл — південний схід
- Гріггс — південь
- Едді — південний захід
- Бенсон — захід
- Ремсі — північний захід

## Виноски
1. ↑  US Decennial Census. US Census Bureau. Процитовано 1 лютого 2015.
2. ↑  Historical Census Browser. University of Virginia Library. Архів оригіналу за 26 грудня 2013. Процитовано 1 лютого 2015.
3. ↑  Forstall, Richard L., ред. (20 квітня 1995). Population of Counties by Decennial Census: 1900 to 1990. US Census Bureau. Процитовано 1 лютого 2015.
4. ↑  Census 2000 PHC-T-4. Ranking Tables for Counties: 1990 and 2000 (PDF). US Census Bureau. 2 квітня 2001. Процитовано 1 лютого 2015.
5. ↑  State & County QuickFacts. Бюро перепису населення США. Архів оригіналу за 7 червня 2011. Процитовано 1 листопада 2013.(англ.) Наведено за англійською вікіпедією.
6. ↑  American FactFinder. Бюро перепису населення США. Архів оригіналу за 26 лютого 2012. Процитовано 31 січня 2008.

| США | Це незавершена стаття з географії США. Ви можете допомогти проєкту, виправивши або дописавши її. |